# DbForge Studio for MySQL
dbForge Studio for MySQL — універсальне рішення для розробки, адміністрування та управління базами даних MySQL і MariaDB. Даний продукт дозволяє створювати і виконувати запити, розробляти і налагоджувати процедури і функції, а також автоматизувати управління об'єктами баз даних MySQL за допомогою зручного для користувача інтерфейсу. dbForge Studio також містить інструменти для порівняння, синхронізації, створення 
резервних копій баз даних за графіком, а також для аналізу та створення звітів за даними таблиць MySQL.
Більше 15 000 користувачів довіряють цьому інструменту в питаннях управління та підтримки баз даних MySQL і MariaDB.

## Можливості

### Інтелектуальна розробка SQL коду
- Підказка синтаксису MySQL [Архівовано 5 лютого 2017 у Wayback Machine.]
- Майстер форматування SQL коду
- Інформація про об'єкти

### Порівняння і синхронізація БД
- Швидке порівняння схем і даних MySQL за допомогою інструментів [Архівовано 2 лютого 2017 у Wayback Machine.] синхронізації БД MySQL
- Зручне відображення відмінностей, угруповання і фільтрація
- Кілька шляхів синхронізації

### Дизайнер баз даних
- Візуальний дизайн і редагування [Архівовано 2 лютого 2017 у Wayback Machine.]
- Перегляд зв'язків між таблицями
- Зрозуміле відображення об'єктів баз даних та їх властивостей на діаграмі бази даних MySQL

### Імпорт / експорт даних
- Експорт даних з баз [Архівовано 2 лютого 2017 у Wayback Machine.] MySQL в 12 популярних форматів
- Імпорт даних [Архівовано 2 лютого 2017 у Wayback Machine.] в таблицю бази MySQL з 8 популярних форматів
- Величезна кількість опцій для настройки процесу експорту та імпорту даних

### Візуальний дизайнер запитів
Візуальне створення запитів на діаграмі, використовуючи зручний редактор виразів [Архівовано 2 лютого 2017 у Wayback Machine.]. Можна створювати запити будь-якої складності за лічені хвилини. Додаток автоматично з'єднує таблиці і дозволяє працювати з виразами INSERT, UPDATE, і DELETE.

### Резервні копії БД
Можливість створювати резервні копії баз даних MySQL [Архівовано 3 лютого 2017 у Wayback Machine.], використовуючи 5 рівнів стиснення файлів і великий набір опцій для настройки резервного копіювання. Можливість зберігати настройки у вигляді проекту для подальшого використання або для планувальника завдань, викликаючи проект з командного рядка.

### Адміністрування БД
Інструменти для адміністрування [Архівовано 2 лютого 2017 у Wayback Machine.] та управління базами даних MySQL включають:
- Управління ролями і привілеями користувачів
- Контроль сервісів MySQL  [Архівовано 2 лютого 2017 у Wayback Machine.]
- Управління змінними сервера
- Обслуговування таблиць
- Управління сесіями

### Відладчик MySQL
Перший відладчик для MySQL  [Архівовано 2 лютого 2017 у Wayback Machine.], який надає послідовне виконання коду, точки зупину, змінні, стек виклику. Відладчик зберігає логіку виконання процедур, a також дозволяє виробляти налагодження функцій [Архівовано 6 березня 2013 у Wayback Machine.] і тригерів MySQL

### Дизайнер таблиць
Візуальний дизайнер для зміни або створення структури таблиць  [Архівовано 2 лютого 2017 у Wayback Machine.] і індексів. Надає повний контроль над змінами, що вносяться, а евристика запропонує тип стовпчика при його створенні, ґрунтуючись на імені, що вводиться.

### Рефакторінг бази даних
Функціональність яка дозволяє вдосконалювати дизайн баз даних за допомогою невеликих змін . Такі зміни будуть абсолютно прозорими і додаток подбає про всіх залежностях в базі даних:
- Перейменування об'єктів баз даних з Провідника БД
- Перейменування стовпців таблиці з дизайнера
- Перегляд скрипту рефакторінга

### Профілювальник запитів
Надає можливість вдосконалювати запити, виконання яких займає багато часу. Інструмент помагає знайти проблемні місця в запиті і допомагає оптимізувати їх:
- Пропонує візуальне профілювання запитів [Архівовано 30 січня 2017 у Wayback Machine.]
- Порівнює результати профілювання

### Звіти та аналіз даних
Звіти за даними можна створювати за допомогою майстра з великим набором можливостей або вручну, на порожньому бланку звітів. Готові звіти можна експортувати в 8+ форматів і доставляти одержувачам, використовуючи командний рядок.
Використовуйте зведені таблиці для полегшення читання даних і їх розуміння.

## Платформи
dbForge Studio for MySQL працює на платформі Windows, починаючи з Windows XP/Windows 2003 до Windows 7/8/8.1/10 та Windows Server 2008/2012.